# Bromoxynil
Le bromoxynil, 3,5-dibromo-4-hydroxybenzonitrile ou 4-hydroxy-3,5-dibromobenzonitrile est une substance active de produit phytosanitaire (ou produit phytopharmaceutique, ou pesticide), qui présente un effet herbicide, et qui appartient à la famille chimique des hydroxy-benzonitriles.

## Réglementation
Sur le plan de la réglementation des produits phytopharmaceutiques :
- pour l’Union européenne : Expiration de l'approbation au 31/07/2021[4].

## Caractéristiques physico-chimiques
Les caractéristiques physico-chimiques dont l'ordre de grandeur est indiqué ci-après, influencent les risques de transfert de cette substance active vers les eaux, et le risque de pollution des eaux :
- Hydrolyse à pH 7 : stable au PH 5 à 9,
- Solubilité : 130 mg·L-1[5]
- Coefficient de partage carbone organique-eau : 192 cm3·g-1. Ce paramètre, noté Koc, représente le potentiel de rétention de cette substance active sur la matière organique du sol. La mobilité de la matière active est réduite par son absorption sur les particules du sol.
- Durée de demi-vie : 8 jours. Ce paramètre, noté DT50, représente le potentiel de dégradation de cette substance active, et sa vitesse de dégradation dans le sol.

Persistance dans les sols: 3 à 12 mois
- Coefficient de partage octanol-eau : 1,04 à pH 7, 1,31 à pH 2 (source: Review report for the active substance Bromoxynil, SANCO/4347/2000, 13 February 2004, European Commission). Ce paramètre, noté log Kow ou log P, mesure l’hydrophilie (valeurs faibles) ou la lipophilie (valeurs fortes) de la substance active.

## Toxicité pour l’homme
Sur le plan de la toxicité pour l’Homme, la dose journalière acceptable (DJA) est de l’ordre de : 0,003 mg·kg-1·j-1 selon le Reg. (EU) 2020/1276.